# 大橋正
大橋 正（おおはし ただし、1916年3月31日 - 1998年4月10日）は日本のグラフィックデザイナー。

## 経歴
京都府京都市で映画館の支配人の家庭に生まれる。1937年に東京高等工芸学校（現在の千葉大学工学部）図案科を卒業。大阪大丸百貨店の図案部から装飾部を経て京都大丸百貨店の宣伝部に勤務。京都大丸に勤めてから3年後、日本電報通信社（現在の電通）の新聞広告の懸賞で最優等ならびに二等を獲得し、大卒初任給50-70円の時代に1700円の懸賞金を受ける。これを機に電通の図案部へ招かれ、1940年に東京へ転居。のち出版部に移り、清水達夫と共に電通のPR誌『日本電報』を編集。戦争の激化に伴って電通による外郭団体「日本宣伝技術家協会」に清水と出向し、国策プロパガンダに従事。のち丙種召集されて京都の十六師団に入ったが、虚弱体質で除隊となり、その翌年に敗戦を迎える。
第二次世界大戦後にデザイナーとして独立し、清水の依頼で『平凡』の表紙を創刊号から描き始める。資金難で同誌が廃刊の危機を迎えた時は自らの住宅購入資金を提供して同誌を救った。1948年から電通嘱託。1950年からキッコーマンのアートディレクションやデザインやイラストレーションを担当（キッコーマンのトレードキャラクター「キッコちゃん」も大橋の作品）。
1955年、戦後最大のデザイン展「グラフィック'55」に参加。1951年、亀倉雄策たちと共に日本宣伝美術会（日宣美）を結成。1957年の明治製菓のポスターでは日宣美会員賞を受ける。1965年から東京アートディレクターズクラブ（東京ADC）会員。ADC賞や毎日デザイン賞などを受ける。
1956年から1960年まで千葉大学講師。1961年から1967年まで武蔵野美術大学講師。1981年から1985年まで武蔵野美術大学客員教授。
毎日デザイン賞2回、日宣美会員賞2回、ADC賞金・銀・銅賞、ほかに受賞多数。1982年山名賞、1984年紫綬褒章、1986年国際イラストレーション・ビエンナーレ顕彰者、1990年勲四等旭日小綬章など。
東京アートディレクターズクラブ評議員、日本グラフィックデザイナー協会元理事、東京デザイナーズスペース会員、東京イラストレーターズ・ソサエティ会員、武蔵野美術大学名誉教授。
著書に絵本『うたのないきゅうかんちょう』の他、作品集『大橋正の博物誌』などがある。

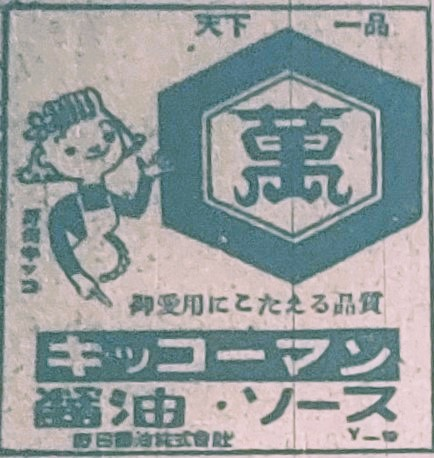
野田キッコ。野田醤油社依頼により「野田」を冠した。（1950年）